# Margaretamys
Margaretamys is een van de vele geslachten van de muizen en ratten van de Oude Wereld. 
Het geslacht omvat drie soorten, die allemaal op Celebes voorkomen. Ze worden 95 tot 200 mm lang. De drie soorten delen een aantal kenmerken en zijn duidelijk verwant, maar het is nog onduidelijk waar ze aan verwant zijn. Ze eten insecten en fruit. Op Margaretamys-soorten komen twee geslachten van luizen voor: Hoplopleura en Polyplax.

## Soorten
Er worden vier soorten in dit geslacht geplaatst:
- Margaretamys beccarii (Jentink, 1880)
- Margaretamys christinae Mortelliti, Castiglia, Amori, Maryanto, & Musser, 2012
- Margaretamys elegans Musser, 1981
- Margaretamys parvus Musser, 1981

Aethomys-divisie ·
Apodemus-divisie ·
Arvicanthis-divisie ·
Chrotomys-divisie ·
Colomys-divisie ·
Crunomys-divisie ·
Dacnomys-divisie ·
Dasymys-divisie ·
Echiothrix-divisie ·
Golunda-divisie ·
Hadromys-divisie ·
Hybomys-divisie ·
Hydromys-divisie ·
Lorentzimys-divisie ·
Malacomys-divisie ·
Maxomys-divisie ·
Melasmothrix-divisie ·
Micromys-divisie ·
Millardia-divisie ·
Mus-divisie ·
Oenomys-divisie ·
Phloeomys-divisie ·

Pithecheir-divisie (Eropeplus · Lenomys · Lenothrix · Margaretamys · Pithecheir · Pithecheirops) ·

Pogonomys-divisie ·
Pseudomys-divisie ·
Rattus-divisie ·
Stenocephalemys-divisie ·
Uromys-divisie ·
Xeromys-divisie ·
Niet-ingedeelde geslachten